# سوارغيب (مقاطعة فراشبند)
سوارغيب (بالفارسية: سوارغیب) هي قرية تقع في قسم دجغاه الريفي في إيران. يقدر عدد سكانها بـ 190 نسمة بحسب إحصاء 2016.